# Judy Green
Pour les articles homonymes, voir Green.
Judith (Judy) Green (née en 1943)  est une logicienne et historienne des mathématiques américaine. 

## Formation et carrière
Green a obtenu son bachelor à l'université Cornell puis une maîtrise à l'université Yale et un doctorat au College Park de l'université du Maryland.  Sa thèse, dirigée par Carol Karp et terminée en 1972, est intitulée Consistency Properties for Uncountable Finite-Quantifier Languages.  
Elle a appartenu à la faculté de l'université Rutgers avant de déménager à l'université Marymount en 1989. Après sa retraite de Marymount en 2007, elle est devenue bénévole au Musée national d'histoire américaine.  

## Travaux
Green étudie les femmes en mathématiques.
Avec Jeanne LaDuke, elle a écrit Pioneering Women in American Mathematics: The Pre-1940 PhD’s ( American Mathematical Society et London Mathematical Society, 2009). Il s'agiit d'une étude biographique des premières femmes aux États-Unis à obtenir un doctorat en mathématiques.  

## Reconnaissance
Elle est membre fondatrice de l'Association for Women in Mathematics, ; elle a également été sa vice-présidente ainsi que la vice-présidente de l'Association américaine des professeurs d'université (en).  
Elle fait partie de la classe des boursiers 2019 de l'Association for Women in Mathematics.  

## Publications
- (en) Judy Green et Jeanne LaDuke, Pioneering Women in American Mathematics : the pre-1940 PhD's, Providence, R.I., American mathematical society, 2008, 349 p. (ISBN 978-0-8218-4376-5, lire en ligne).